# Рожа, Шандор
Шандор Рожа (венг. Rózsa Sándor; 10 июля 1813, Сегед — 22 ноября 1878, Герла) — венгерский разбойник-бетьяр, участник Венгерской революции.

## Биография
С молодых лет по примеру своих отца и деда стал разбойником, был, согласно фольклору, щедр к бедным, которым помогал, грабя богатых, и пользовался народной любовью. Во время революции 1848 года отправился к Лайошу Кошуту с отрядом добровольцев против сербов, а затем был шпионом в Комарно.
Был арестован в 1856 году, после трёхлетнего процесса был приговорён к смерти, но затем приговор был изменён на пожизненное лишение свободы с заключением в крепость Куфштайн. После восьми лет заключения вышел на свободу по амнистии, но вновь вернулся к грабежам, в 1868 году совершил нападение на поезд. В конце концов королевский комиссар Гедеон Радаи заключил его в Сегедскую крепость, где в 1872 году он был вместе со своей бандой осуждён к пожизненному лишению свободы, которое отбывал в Герле, где и умер.